# Șinteu
Șinteu (Hongaars: Sóyombővár, Slowaaks: Nová Huta) is een gemeente in het Roemeense district Bihor. De gemeente wordt vrijwel uitsluitend bewoond door etnische Slowaken.

## Geografie
De gemeente Șinteu ligt in het oosten van het district, op de grens met het district Sălaj, 23 km ten noordoosten van Aleșd, 27 km ten zuidwesten van Șimleu Silvaniei en 62 km ten oosten van Oradea.
De gemeente bestaat uit de volgende vier dorpen, Hongaarse naam, (bevolking in 2002):
- Huta Voivozi, Almaszeghuta (213 inwoners);
- Socet, Fordyló (129 inwoners);
- Șinteu, Sóyombővár (537 inwoners), zetel van de gemeente;
- Valea Târnei, Hármaspatak (408 inwoners).

## Bevolking
In 2011 telde Șinteu 1.021 inwoners, waarvan 510 mannen en 511 vrouwen. De gemeente bestaat nagenoeg uitsluitend uit etnische Slowaken (984 personen, oftewel 96,4%). Verder werden er 11 etnische Roemenen en 6 etnische Hongaren geregistreerd.
|  |

### Religie
In 2002 was 98,6% van de bevolking katholiek en 1,24% was christelijk-orthodox. In 2011 was het percentage katholieken gedaald tot 96,96%.